# زمین‌لرزه ۱۹۸۲ اندونزی
زمین‌لرزه اندونزی  در تاریخ ۲۵ دسامبر ۱۹۸۲ میلادی، برابر با ‎۴ دی ۱۳۶۱، ساعت ۱۲:۲۸:۰۰٫۹ به زمان یوتی‌سی در اندونزی رخ داد.ژرفای این زلزله ۲۲٫۰ کیلومتر بود. بزرگی آن ۵٫۶ در مقیاس mb بدست آمده‌است.
پروژهٔ «تنسور گشتاور مرکزوار» پارامتر زمان مرکزوار زمین‌لرزه را با اختلاف ۲٫۵ ثانیه نسبت به زمان مرجع بالا و مختصات مرکزوار را در ۷°۵۱′جنوبی ۱۲۳°۲۲′شرقی / ۷٫۸۵°جنوبی ۱۲۳٫۳۶°شرقی محاسبه کرده، همچنین، ژرفا در ۳۹٫۸ کیلومتر بدست آمده‌است. در این محاسبات زاویه‌های (راستا، شیب، ریک) گسل سازندهٔ زمین‌لرزه و صفحه عمود بر آن برابر با (°۶، °۷۸، ° ۷) یا (°۲۷۵، °۸۳، ° ۱۶۸) حاصل شده‌است.